# 마송초등학교
마송초등학교는 대한민국 경기도 김포시 통진읍 마송리에 있는 공립 초등학교이다.

## 학교 연혁
- 1955. 05. 10 양곡국민학교 마송분교로 개교
- 1958. 04. 01 마송국민학교로 승격
- 1996. 03. 01 마송초등학교로 개명
- 2006. 03. 01 통진초등학교 개교로 9학급 분리
- 2010. 03. 12. ~ 03. 31. 보육교실 리모델링 및 이전
- 2010. 07. 01. ~ 12. 31. 학교 인터넷망 첨단화, 본관 유리창 교체 및 현관 개보수, 구령대 및 체육창고 보수
- 2011. 03. 01 씨름부 창단 운영
- 2011. 09. 01 제22대 유재연 교장 부임
- 2012. 02. 14 제54회 졸업(졸업생 수 6,270명)
- 2012. 03. 01 16개 학급 편성(일반 14, 특수 2), 유치원 1학급 편성
- 2012. 06. 01 신축 급식실 개관
- 2013. 02. 15 제55회 졸업(졸업생 수 6,342명)
- 2013. 02. 28 그린스쿨 사업 완공
- 2013. 03. 01 14개 학급 편성(일반 13, 특수 1), 유치원 1학급 편성
- 2014. 02. 14 제56회 졸업(졸업생 수 6,403명)
- 2014. 03. 01 12개 학급 편성(일반 12), 유치원 1학급 편성
- 2014. 09. 01 제23대 오해성 교장 부임
- 2015. 02. 13 제57회 졸업(졸업생 수 6,440명)

## 참고 자료
- 마송초등학교 - 한국교육학술정보원 학교알리미